# Médaille Roebling
La médaille Roebling est la plus haute distinction de la Mineralogical Society of America pour l'éminence scientifique, représentée principalement par la publication scientifique de recherches originales exceptionnelles en minéralogie. Le prix porte le nom du colonel Washington Roebling (1837-1926), ingénieur, constructeur de ponts, collectionneur de minéraux et ami distingué de la Mineralogical Society of America. Le récipiendaire reçoit une médaille gravée et est nommé membre à vie de la Mineralogical Society.

## Récipiendaires[1]
- 1937 – Charles Palache
- 1938 – Waldemar T. Schaller
- 1940 – Leonard James Spencer
- 1941 – Esper S. Larsen Jr.
- 1945 – Edward Henry Kraus
- 1946 – Clarence S. Ross
- 1947 – Paul Niggli
- 1948 – William Lawrence Bragg
- 1949 – Herbert E. Merwin
- 1950 – Norman L. Bowen
- 1952 – Frederick E. Wright
- 1953 – William F. Foshag
- 1954 – Cecil Edgar Tilley
- 1955 – Alexander N. Winchell
- 1956 – Arthur F. Buddington
- 1957 – Walter F. Hunt
- 1958 – Martin J. Buerger
- 1959 – Felix Machatschki
- 1960 – Tom F. W. Barth
- 1961 – Paul Ramdohr
- 1962 – John W. Gruner
- 1963 – John Frank Schairer
- 1964 – Clifford Frondel
- 1965 – Adolf Pabst
- 1966 – Max H. Hey
- 1967 – Linus Pauling
- 1968 – Tei-ichi Ito
- 1969 – Fritz Laves
- 1970 – George W. Brindley
- 1971 – J. D. H. Donnay
- 1972 – Elburt F. Osborn
- 1973 – George Tunell
- 1974 – Ralph E. Grim
- 1975 – Michael Fleischer
- 1975 – O. Frank Tuttle
- 1976 – Carl W. Correns
- 1977 – Raimond Castaing
- 1978 – James B. Thompson
- 1979 – W. H. Taylor
- 1980 – Dmitrii S. Korzhinskii
- 1981 – Robert M. Garrels
- 1982 – Joseph V. Smith
- 1983 – Hans P. Eugster
- 1984 – Paul B. Barton Jr.
- 1985 – Francis John Turner
- 1986 – Edwin Roedder
- 1987 – Gerald V. Gibbs
- 1988 – Julian R. Goldsmith
- 1989 – Helen D. Megaw
- 1990 – Sturges W. Bailey
- 1991 – E-An Zen
- 1992 – Hatten S. Yoder Jr.
- 1993 – Brian Harold Mason
- 1994 – William A. Bassett
- 1995 – William S. Fyfe
- 1996 – Donald H. Lindsley
- 1997 – Ian S. E. Carmichael
- 1998 – C. Wayne Burnham
- 1999 – Ikuo Kushiro
- 2000 – Robert C. Reynolds Jr.
- 2001 – Peter J. Wyllie
- 2002 – Werner F. Schreyer
- 2003 – Charles T. Prewitt
- 2004 – Francis R. Boyd
- 2005 – Ho-kwang Mao
- 2006 – Wallace Gary Ernst
- 2007 – Gordon E. Brown Jr.
- 2008 – Bernard W. Evans
- 2009 – Alexandra Navrotsky
- 2010 – Robert C. Newton
- 2011 – Juhn G. Liou
- 2012 – Harry W. Green, II
- 2013 – Frank C. Hawthorne
- 2014 – Bernard J. Wood
- 2015 – Rodney C. Ewing
- 2016 – Robert M. Hazen
- 2017 - Edward M. Stolper
- 2018 – E. Bruce Watson
- 2018 – E. Bruce Watson
- 2019 – Peter R. Buseck
- 2020 – Andrew Putnis
- 2021 – George R. Rossman[2]
- 2022 – John W. Valley
- 2023 – Georges Calas
- 2024 – Nancy L. Ross
- 2025 – Melinda Darby Dyar